# Scranton, Kansas
Scranton är en ort i Osage County i Kansas. Orten har fått sitt namn efter Scranton i Pennsylvania. Vid 2010 års folkräkning hade Scranton 710 invånare.